# 다카마타촌
다카마타촌(高俣村)은 일본 야마구치현 아부군에 설치되었던 촌이다. 현재의 하기시의 일부에 해당한다.